# Le Dernier Mot
Le Dernier mot est un film muet français réalisé par Jean Durand et sorti en 1911.

## Fiche technique
- Réalisation et scénario : Jean Durand
- Société de production : Société des Établissements L. Gaumont
- Pays :  France
- Format : Muet - Noir et blanc - 1,33:1 - 35 mm
- Métrage : 120 m
- Genre :  Comédie
- Date de sortie : 
  - France : 1911

## Distribution
- Lucien Bataille : Zigoto
- Gaston Modot